# (129561) Chuhachi
(129561) Chuhachi est un astéroïde de la ceinture principale.

## Description
(129561) Chuhachi est un astéroïde de la ceinture principale. Il fut découvert le 9 février 1997 à Kuma Kogen par Akimasa Nakamura. Il présente une orbite caractérisée par un demi-grand axe de 2,58 UA, une excentricité de 0,10 et une inclinaison de 2,2° par rapport à l'écliptique.

## Compléments